# 익스플로러 2호

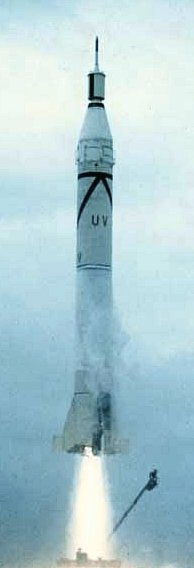
익스플로러 2호의 발사 장면.

익스플로러 2호(영어: Explorer 2)는 익스플로러 1호 계획을 연장할 예정이었던 인공위성이다. 그러나 발사 당시 로켓이 고장을 일으켜, 궤도에 도달하지 못하였다.
익스플로러 2호는 플로리다주에 있는 케이프커내버럴 공군 기지 26번 발사장에서 협정 세계시 1958년 3월 5일 18시 28분에 주노 I 발사체로 발사되었다. 주노 I 발사체는 1954년 미군의 오비터 계획에서 만들어졌다. 하지만 프로젝트는 1955년에 취소되었고, 뱅가드 계획으로 대체해 진행하기로 되었다.
1957년 10월 4일 스푸트니크 1호의 발사 이후, 육군 탄도미사일 개발국은 3단 로켓의 주피터-C 로켓의 변형 발사체인 4단 로켓 주노 I을 사용한 위성 발사를 지시했다. 당시 주피터-C 로켓은 이미 중거리탄도유도탄인 PGM-19 주피터의 노즈콘 재진입 실험에 쓰인 적이 있었다. 긴밀한 협력을 통해, 탄도미사일 개발국과 제트 추진 연구소는 주피터-C 로켓 개조와 익스플로러 1호 개발을 84일 만에 끝마쳤다.

## 설계
익스플로러 2호는 우주선을 검출하기 위해서 가이거 계수기를 탑재했다. 익스플로러 3호가 발사된 이후, 가이거 계수기가 지구의 자기장에 갇힌 하전 입자에 의해 압도되었다고 밝혀졌다(밴 앨런대 참조). 익스플로러 2호는 또한 유성진을 검출하기 위해서 음향 검출기와 도선 격자망을 싣고 있었다.

## 결과
익스플로러 2호는 1958년 3월 5일 협정 세계시 18시 28분에 케이프커내버럴 공군 기지에서 발사되었다. 하지만 익스플로러 2호는 주노 I 로켓의 4단 엔진이 고장으로 점화되지 않아 궤도 도달에 실패했다.

## 같이 보기
- 익스플로러 1호